# Obesotoma woodiana
Obesotoma woodiana är en snäckart som först beskrevs av Moller 1842.  Obesotoma woodiana ingår i släktet Obesotoma och familjen kägelsnäckor. Inga underarter finns listade i Catalogue of Life.